# Gran Premio di Pau 1955
Il Gran Premio di Pau 1955 è stata una gara extra-campionato di Formula 1, tenutasi l'11 aprile 1955 sul Circuito di Pau, a Pau, in Francia. La corsa è stata vinta  dal francese Jean Behra su Maserati 250F.

## Gara

### Resoconto
Assente la scuderia ufficiale Ferrari, il Gran Premio fu caratterizzato a livello sportivo da una lotta a due tra la Lancia di Alberto Ascari, partito dalla pole, e la Maserati di Behra ma verrà purtroppo ricordato anche per la morte del giovane pilota milanese Mario Alborghetti. Il corridore perse il controllo della sua Maserati 4CLT/48 durante il ventesimo giro, andando a sbattere violentemente contro le balle di paglia e le transenne a protezione del pubblico e decedendo in ambulanza pochi minuti dopo per la frattura delle vertebre cervicali; anche diversi spettatori rimasero feriti nell'incidente, due di essi furono ricoverati in ospedale ma le loro condizioni migliorarono rapidamente. La corsa, comunque, continuò regolarmente con Ascari al comando seguito a distanza da Behra. Al novantesimo giro si ruppe una tubatura del liquido freni sulla Lancia e Ascari fu costretto ai box per una riparazione di fortuna lasciando così il successo al pilota francese.

### Risultati
| Pos | Nr | Pilota              | Vettura           | Giri | Tempo/Ritiro    |
| --- | -- | ------------------- | ----------------- | ---- | --------------- |
| 1   | 14 | Jean Behra          | Maserati 250F     | 110  | 3h02:09.6       |
| 2   | 10 | Eugenio Castellotti | Lancia D50        | 110  | + 1:01.0        |
| 3   | 16 | Roberto Mieres      | Maserati 250F     | 110  | + 1:30.5        |
| 4   | 8  | Luigi Villoresi     | Lancia D50        | 109  | + 1 giro        |
| 5   | 6  | Alberto Ascari      | Lancia D50        | 109  | + 1 giro        |
| 6   | 22 | André Simon         | Maserati 250F     | 105  | + 5 giri        |
| 7   | 12 | Louis Rosier        | Maserati 250F     | 104  | + 6 giri        |
| 8   | 30 | Alfonso de Portago  | Ferrari 625       | 103  | + 7 giri        |
| 9   | 20 | Jean Lucas          | Ferrari 500       | 97   | + 13 giri       |
| 10  | 26 | Paul Armagnac       | DB Monomill       | 92   | + 18 giri       |
| Rit | 32 | Jacques Pollet      | Simca-Gordini T16 | 80   | Asse posteriore |
| Rit | 24 | Claude Storez       | DB Monomill       | 64   | Guasto          |
| Rit | 2  | Robert Manzon       | Simca-Gordini T16 | 48   | Freni           |
| Rit | 4  | Élie Bayol          | Simca-Gordini T16 | 35   | Motore          |
| Rit | 18 | Luigi Musso         | Maserati 250F     | 32   | Valvole         |
| Rit | 28 | Mario Alborghetti   | Maserati 4CLT/48  | 19   | Incidente       |

## Qualifiche

### Risultati
| Fila      | Pos | Pilota              | Vettura           | Tempo  |
| --------- | --- | ------------------- | ----------------- | ------ |
| I fila    | 1°  | Alberto Ascari      | Lancia            | 1:34.5 |
|           | 2°  | Jean Behra          | Maserati          | 1:35.4 |
| II fila   | 3°  | Roberto Mieres      | Maserati          | 1:35.6 |
|           | 4°  | Luigi Villoresi     | Lancia            | 1:36.7 |
| III fila  | 5°  | Eugenio Castellotti | Lancia            | 1:37.0 |
|           | 6°  | Luigi Musso         | Maserati          | 1:37.3 |
| IV fila   | 7°  | Robert Manzon       | Simca-Gordini     | 1:38.4 |
|           | 8°  | Élie Bayol          | Simca-Gordini     | 1:38.5 |
| V fila    | 9°  | Alfonso de Portago  | Ferrari           | 1:40.1 |
|           | 10° | Louis Rosier        | Maserati          | 1:40.2 |
| VI fila   | 11° | André Simon         | Maserati          | 1:40.2 |
|           | 12° | Jean Lucas          | Ferrari           | 1:47.8 |
| VII fila  | 13° | Jacques Pollet      | Simca-Gordini     | 1:48.8 |
|           | 14  | Paul Armagnac       | Deutsch et Bonnet | 1:52.7 |
| VIII fila | 15° | Mario Alborghetti   | Maserati          | 1:53.3 |
|           | 16° | Claude Storez       | Deutsch et Bonnet | 1:58.9 |